# Клиффорды
Клиффорды (англ. Clifford) — один из старейших английских родов нормандского происхождения, известный с XI века. Его представители носили титул графов Камберленд, а также титул баронов де Клиффорд, Клиффорд и Клиффорд из Чадли.

## История
Родоначальником Клиффордов был некий нормандец по имени Понс, имя которого известно только по патрониму его сыновей. Вероятнее всего он жил в Нормандии. Поскольку имя Понса не известно в нормандских источниках, предполагается, что он вероятнее всего был незнатного происхождения. Так как в английских источниках он также не упомянут, то вероятно он умер до нормандского вторжения в Англию 1066 года.
Понс оставил 5 или 6 сыновей. В «Книге Страшного суда» (1085 год) Уолтер и Дрого Фиц-Понс упоминаются как владельцы поместий в Беркшире, Оксфордшире, Глостершире и ряде других округов. Ещё один сын, Симон Фиц-Понс, упоминается около 1127 года как владелец поместья в Херефордшире. Он считается родоначальником знатного дома Пойнцев, из которого происходил сэр Хьюго Пойнц, получивший в 1252 году титул 1-го барона Пойнца. Ещё один сын Понса, Осбьерн, также упоминается в 1127 году как владелец поместья в Херефордшире. Он оставил двух сыновей, о потомстве которых неизвестно. Потомство оставил Ричард Фиц-Понс. Он упоминается в акте, датированным около 1127 года, и вероятно умер до 1129 года. Он был женат на Матильде Фиц-Уолтер, которая вероятно была дочерью Уолтера Фиц-Роджера и сестрой Миля Глостерского, 1-го графа Херефорда, и оставил трёх сыновей и дочь. Из сыновей наиболее известен Уолтер (I) Фиц-Ричард, который женился на Маргарет, которая возможно была дочерью Рауля IV де Тосни. Уолтер вероятно посредством брака получил замок Клиффорд (Херефордшир), которое дало название роду. Впервые он назван как Уолтер де Клиффорд в 1155 году. Одна из дочерей Уолтера, Розамунда де Клиффорд, была любовницей короля Англии Генриха II Плантагенета.
У Уолтера I было трое сыновей. Потомство младшего, Уильяма, угасло после смерти внука во второй половине XIII века. Второй сын, Ричард, стал родоначальником ветви Клиффордов из Фрэмптона, которая владела поместьем Фрэмптон в Глостершире. Эта ветвь угасла в XVII веке, её представители заметной роли в истории Англии не играли.
Наиболее значительной была старшая ветвь рода, которая пошла от Уильяма II де Клиффорда, старшего сына Уильяма I. Его старший сын, Уильям III де Клиффорд, оставил только дочь. Семейные владения унаследовал его племянник Роджер II де Клиффорд, сын Роджера I де Клиффорда из Тенбери, младшего брата Уильяма III.
Роберт де Клиффорд, внук Роджера II, был английским военачальником. В 1299 году он получил титул барона де Клиффорд, а с 1307 года был лордом-маршалом Англии. Роберт погиб в 1314 году в битве при Бэннокберне.
Позже Клиффорды породнились с английскими королями. Джон, 7-й барон де Клиффорд, и его сын Томас, 8-й барон де Клиффорд, были сторонниками Ланкастеров и погибли во время войны Алой и Белой роз. Джон, сын 8-го барона, был вынужден 24 года укрываться в семье пастуха, за что получил прозвище «Лорд Пастухов». Он был восстановлен в правах только после воцарения короля Генриха VII. Его сын Генри Клиффорд, 11-й барон де Клиффорд, в 1525 году получил титул графа Камберленда.
Генри Клиффорд, 2-й граф Камберленд, сын 1-го графа, женился на Элеоноре Брендон, внучке короля Генриха VII. Благодаря этому его дочь, Маргарет Клиффорд, графиня Дерби, согласно закону о престолонаследии 1543 года считалась одной из наследниц английского престола. Её единокровный брат, Джордж Клиффорд, 3-й граф Камберленд и 13-й барон де Клиффорд, вёл полную приключений жизнь (многочисленные безрезультатные экспедиции в Америку). Он умер в 1605 году. Титул графа Камберленда унаследовал его брат Фрэнсис Клиффорд, а на титул барона де Клиффорд предъявила права Анна Клиффорд, дочь Джорджа. Однако Палата лордов отложила рассмотрение вопроса. Только в 1678 году титул барона де Клиффорд было разрешено использовать Николасу Тефтону, 3-му графу Тенет, внуку Анны.
Со смертью в 1643 году Генри Клиффорда, 5-го графа Камберленда, оставившего только дочь (она унаследовала титул баронессы Клиффорд), угасла графская линия Клиффордов. Однако продолжали существовать другие ветви рода.
От сэра Льюиса де Клиффорда, одного из младших сыновей Роджера де Клиффорда, 5-го барона Клиффорда, пошла ветвь Клиффордов из Чадли. Из неё происходил Томас Клиффорд (1630—1673), получивший титул 1-го барона Клиффорд из Чадли. Во время правления короля Карла II он тайно перешёл в католичество, в парламенте примкнул к придворной партии и был одним из членов так называемого министерства Кабаль. Призывал короля издать так называемую «декларацию о терпимости». После принятия парламентом, несмотря на противодействие Клиффорда, Акта о присяге, он удалился от дел. Его род существует до настоящего времени.

## Генеалогия
Понс (умер до октября 1066)
- Уолтер Фиц-Понс (умер после 1085)
- Дрого Фиц-Понс (умер после 1085)
- Ричард Фиц-Понс (умер около 1127/1129); жена: Матильда Фиц-Уолтер (умерла после 1127), возможно дочь Уолтера Фиц-Роджера и Берты
  - Симон Фиц-Ричард (умер до 1127)
  - Роджер Фиц-Ричард (умер около 1127/1129)
  - Уолтер I Фиц-Ричард де Клиффорд (умер 1190); жена: Маргарет (умерла до 1185), возможно дочь Рауля IV де Тосни и Аделизы Хантингтонской
    - (?) Амиция; муж: Осбьерн Фиц-Хью (умер после августа 1180)
    - Люси; муж: Хьюго де Сэй I (умер в 1190)
    - Уолтер II де Клиффорд (умер 17 января 1222), шериф Херефордшира; жена: с 1185 Агнес де Кунди (умерла около 1216), дочь Роджера де Кунди и Элис де Шеней
      - Уолтер III де Клиффорд (около 1180/1190 — декабрь 1263); жена: после 1232 Мараред (Маргарет) верх Лливелин (умерла 1272), незаконнорождённая дочь Ллевелина ап Иорверта, принца Уэльского, вдова Джона де Браоза, лорда Брамбера и Гоуэра
        - Матильда де Клиффорд (умерла 1282/1285); 1-й муж: Уильям III Лонгспи (умер 1256/1257); 2-й муж: с 1271 Джон Гиффард (около 1231/1232 — 29 мая 1299), 1-й барон Гиффард с 1295

      - Роджер I де Клиффорд из Тенбери (умер примерно в декабре 1231); жена: Сибилла де Юиас (умерла до 1 июля 1236), дочь Роберта II де Юиаса и Петрониллы, вдова Роберта де Тресго
        - Роджер II де Клиффорд (умер в 1286)
          - Роджер III де Клиффорд (умер 6 ноября 1282); жена: Изабелла де Випон, дочь Роберта де Випон и Изабеллы Фиц-Джон
            - Роберт де Клиффорд (1 апреля 1274 — 24 июня 1314), 1-й барон де Клиффорд с 1299, лорд-маршал Англии с 1307; жена: Мод де Клер (около 1276—1326/1327), дочь Томаса де Клера, барона Томонда, и Юлианы Фиц-Морис
              - Бароны де Клиффорд

          - (?) Ne де Клиффорд (ум. до 1250); муж: Фульк IV Фиц-Уоррен (умер 14 мая 1264)

        - Хьюго де Клиффорд

      - Ричард де Клиффорд
      - Саймон де Клиффорд
      - Жиль де Клиффорд
      - Сесилия де Клиффорд
      - Базилия де Клиффорд

    - Ричард де Клиффорд (умер до 23 января 1221)
      - Клиффорды из Фремптона

    - Уильям де Клиффорд (умер после 1198)
      - Уолтер де Клиффорд (умер после 1203)
        - Уильям де Клиффорд (умер после 1257)

      - (?) Уильям де Клиффорд (умер после 1225/1230), констебль Корфхема

    - Розамунда де Клиффорд (умерла в 1176), любовница короля Англии Генриха II Плантагенета

  - Берта (умерла после 1167); муж: примерно с 1127 Элиас II Жиффар (умер после 1166)
- Симон Фиц-Понс (умер после 1127)
  - Дом Пойнцев (позже бароны Пойнц)
- Осбьерн Фиц-Понс (умер после 1129)
  - Уильям
  - Ральф
- (?) Гуго Фиц-Понс

### Ветвь баронов де Клиффорд
Роберт де Клиффорд (1 апреля 1274 — 24 июня 1314), 1-й барон де Клиффорд с 1299, лорд-маршал Англии с 1307; жена: Мод де Клер (ок. 1276—1326/1327), дочь Томаса де Клера, барона Томонда, и Юлианы Фиц-Морис
- Идонея де Клиффорд (ок. 1300 — 24 августа 1365); муж: с 1314 сэр Генри Перси (6 февраля 1301 — 26 февраля 1352), 2-й барон Перси из Алника с 1314
- Роджер де Клиффорд (21 января 1300 — 23 марта 1322), 2-й барон де Клиффорд с 1314
- Роберт де Клиффорд (5 ноября 1305 — 20 мая 1344), 3-й барон де Клиффорд с 1322; жена: с июня 1328 Изабелла де Беркли (ум. 25 июля 1362), дочь Мориса де Беркли, 2-го барона Беркли, и Эвы Ла Зуш
  - Роберт де Клиффорд (1328/1331 — 1345), 4-й барон де Клиффорд с 1344; жена: Ефемия де Невилл (ум. 1393), дочь Ральфа Невилла, 2-го барона Невилла из Рэби, и Элис Одли
  - Роджер де Клиффорд (10 июля 1333 — 13 июля 1389), 5-й барон де Клиффорд с 1345; жена: Мод де Бошан (ум. февраль 1403), дочь Томаса де Бошана, 11-го графа Уорика, и Кэтрин Мортимер
    - Томас де Клиффорд (ок. 1363 — 18 августа 1391), 6-й барон де Клиффорд с 1389; жена: Элизабет де Рос (ум. март 1424), дочь Томаса де Рос, 4-го барона Рос из Хелмсли, и Беатрис де Стаффорд
      - Джон де Клиффорд (ок. 1388 — 13 марта 1422), 7-й барон де Клиффорд с 1391; жена: с 1403/1412 Элизабет Перси (ум. 26 октября 1437), дочь сэра Генри Хотспура Перси и Элизабет де Мортимер
        - Томас де Клиффорд (25 марта 1414 — 22 мая 1455), 8-й барон де Клиффорд с 1422; жена: с марта 1424 Джоан Дакр, дочь Томаса Дакра, 6-го барона Дакр, и Филиппы Невилл
          - Джон де Клиффорд (8 апреля 1435 — 28 марта 1461), 9-й барон де Клиффорд с 1455; жена: Маргарет де Бромфлет (1436 — 12 апреля 1493), дочь Генри де Бромфлета, 1-го барона Вески, и Элеаноры Фиц-Хью
            - Генри Клиффорд (ок. 1454 — 23 апреля 1523), 10-й барон де Клиффорд с 1485; 1-я жена: с 1493 Анна Сент-Джон, дочь сэра Джона Сент-Джона из Блетсо и Элис Бредшо; 2-я жена: ранее 11 июля 1511 Флоренс Падсей, дочь Генри Падсей и Маргарет Коньерс, вдова сэра Томаса Толбота
              - (от 1-го брака) Генри Клиффорд (1493 — 22 сентября 1542), 11-й барон де Клиффорд с 1523, 1-й граф Камберленд с 1525; 1-я жена: Маргарет Толбот, дочь Джорджа Толбота, 4-го графа Шрусбери, и Энн Гастингс; 2-я жена: после 1515 Маргарет Перси (ум. ок. ноября 1540), дочь Генри Алджернона Перси, 5-го графа Нортумберленда, и Кэтрин Спенсер
                - (от 2-го брака) Генри Клиффорд (1517 — 2 января 1570), 2-й граф Камберленд и 12-й барон де Клиффорд с 1542; 1-я жена: с ок. июня 1537 Элеонора Брэндон (ок. 1519/1520 — 27 сентября 1547), дочь Чарльза Брэндона, 1-го герцога Саффолка, и Марии Тюдор; 2-я жена: с 1552/1553 Энн Дакр (ум. ок. июля 1581), дочь Уильяма Дакра, 3-го барона Дакра из Гисланда, и Элизабет Толбот
                  - (от 1-го брака) Генри Клиффорд (ум. в младенчестве)
                  - (от 1-го брака) Чарльз Клиффорд (ум. в младенчестве)
                  - (от 1-го брака) Маргарет Клиффорд (1540 — 29 сентября 1596), наследница английского престола; муж: с 7 февраля 1555 Генри Стэнли (сентябрь 1531 — 25 сентября 1593), 4-й граф Дерби, 5-й барон Стэнли, 8-й барон Мохун и 3-й лорд Мэна с 1572, 12-й барон Стрендж из Нокина с 1559
                  - (от 2-го брака) Джордж Клиффорд (1517 — 29 октября 1605), 3-й граф Камберленд и 13-й барон де Клиффорд с 1570; жена: с 24 июня 1577 Маргарет Рассел (7 июля 1560 — 22 мая 1616), дочь Фрэнсиса Рассела, 2-го графа Бедфорда, и Маргарет Сент-Джон
                    - Роберт Клиффорд (ум. 21 мая 1591), лорд Клиффорд
                    - Фрэнсис Клиффорд (1584/1585 — декабрь 1589), лорд Клиффорд
                    - Анна Клиффорд (30 января 1590 — 22 марта 1676), де-юре 14-я баронесса Клиффорд с 1605; 1-й муж: Ричард Сэквилл (28 марта 1589 — 28 марта 1624), 3-й граф Дорсет с 1609; 2-й муж: Филипп Герберт (16 октября 1584 — 23 января 1650), 4-й граф Пембрук с 1630

                  - (от 2-го брака) Фрэнсис Клиффорд (ум. 1592); муж: с 24 июня 1577 Филипп Уэртон (23 июня 1555 — 26 марта 1625), 3-й барон Уэртон с 1572
                  - (от 2-го брака) Фрэнсис Клиффорд (1559 — 21 января 1641), 4-й граф Камберленд с 1605; жена: с ок. марта 1589 Гризольда Хьюс (ум. 15 июня 1613), дочь Томаса Хьюса и Элизабет Дунн
                    - Генри Клиффорд (28 февраля 1592 — 11 декабря 1643), 5-й граф Камберленд с 1641, 1-й барон Клиффорд с 1628; жена: с 25 июля 1610 Френсис Сесил, дочь Роберта Сесила, 1-го граф Солсбери, и Элизабет Брук
                      - Элизабет Клиффорд (18 сентября 1613 — 6 января 1691), 2-я баронесса Клиффорд с 1643; муж: с 5 июля 1635 Ричард Бойл (20 октября 1612 — 15 января 1698), 2-й граф Корк, 2-й барон Бойл и 2-й барон Дангарвен с 1643, 2-й виконт Бойл из Киналмики и 2-й барон Брендон Бридж с 1642, 1-й барон Клиффорд из Ланесборо с 1644, 1-й граф Бэрлингтон с 1665

                    - Маргарет Клиффорд (ум. 1622); муж: Томас Уэнтуорт (13 апреля 1593 — 12 мая 1641), 1-й граф Страффорд с 1640
                    - Френсис Клиффорд (ум. 22 ноября 1627); муж: сэр Гервасий Клифтон (1586 — 28 июня 1666), 1-й баронет Клифтон

                  - (от 2-го брака) дочь (ум. в младенчестве)
                  - (от 2-го брака) дочь (ум. в младенчестве)

                - (от 2-го брака) сэр Ингельрам Клиффорд; жена: Энн Рэдклиф
                - (от 2-го брака) Кэтрин Клиффорд (1513—1598); 1-й муж: с ок. 1530 Джон ле Скруп (ум. 22 июня 1549), 8-й барон Скруп из Болтона; 2-й муж: сэр Ричард Чамли
                - (от 2-го брака) Мод Клиффорд: муж: ранее 28 октября 1539 сэр Джон Коньерс (1524 — 30 июня 1557), 3-й барон Коньерс с 1538
                - (от 2-го брака) Элизабет Клиффорд; муж: сэр Кристофер Меколф
                - (от 2-го брака) Джейн Клиффорд; муж: с 20 августа 1509 сэр Джон Хаддлстоун (ум. 12 января 1547)

              - (от 1-го брака) Томас Клиффорд; жена: Люси Браун, дочь Энтони Брауна и Люси Невилл
              - (от 1-го брака) Маргарет де Клиффорд; муж: с 6 января 1514 сэр Кутберт Рэдклиф из Дилстона (ум. 1545), шериф Нортумберленда
              - (от 1-го брака) Энн де Клиффорд; муж: Роберт Клифтон (ум. 1518)
              - (от 1-го брака) Мабель де Клиффорд (ум. ок. август 1550); муж: с ноября 1513 Уильям Фицуильям (ок. 1490 — 15 октября 1542), 1-й граф Саутгемптон с 1537, лорд верховный Адмирал Англии в 1536—1540
              - (от 1-го брака) Элизабет де Клиффорд; муж: Ральф Боуэс из Стритлэма
              - (от 1-го брака) дочь; муж: N
              - (от 2-го брака) Дороти Клиффорд; муж: сэр Хьюго Лоутер (ум. до 1513)
              - (от 2-го брака) сын (ум. в младенчестве)
              - (от 2-го брака) сын (ум. в младенчестве)
              - (от 2-го брака) сын (ум. в младенчестве)

            - Ричард Клиффорд
            - сэр Томас Клиффорд; жена: Элен Сварби, дочь Джона Сварби из Брекенбурга
            - Элизабет Клиффорд; муж: сэр Роберт Эйск

          - сэр Роджер Клиффорд (ум. 2 мая 1485); жена: Джоан Куртене (ок. 1447 — ?), дочь Томаса де Куртене, 13-го графа Девона, и Маргарет Бофорт
          - сэр Роберт Клиффорд (ум. 15 марта 1508); жена: Элизабет Барли, дочь Уильяма Барли из Аспендена и Элизабет Дарси, вдова сэра Ральфа Джоселина, лорда-мэра Лондона в 1464 и 1476
          - сэр Томас Клиффорд
          - Элизабет де Клиффорд; 1-й муж: с 1446 Уильям Пламптон (1435 — 29 марта 1461); 2-й муж: сэр Ричард Хамертон
          - Матильда (Мод) де Клиффорд; 1-й муж: сэр Джон Харингтон (ум. 1460); 2-й муж: сэр Эдмунд Саттон
          - Энн Клиффорд; 1-й муж: сэр Ричард Темпест; 2-й муж: Уильям Коньерс
          - Джоан де Клиффорд; муж: сэр Ричард Масгрейв (ок. 1431 — 10 августа 1491)
          - Маргарет де Клиффорд; муж: сэр Джон Карр

        - Мэри Клиффорд; муж: сэр Филипп Уэнтворт из Нетлестеда (ум. 18 мая 1464)

      - Матильда де Клиффорд (ум. 26 августа 1446); 1-й муж: (развод до 1414) Джон де Невилл, 5/6-й барон Латимер из Корби с 1395; 2-й муж: с ок. 1414 Ричард Конисбург (ок. сентября 1375 — 5 августа 1415), 3-й граф Кембридж с 1414

    - сэр Уильям де Клиффорд (после 1364 — ок. 1419); жена: Анна Бардольф, дочь Томаса, 5-го барона Бардольфа, и Эйнис де Кромвель
    - сэр Льюис де Клиффорд (ум. 1404), посол во Франции в 1392; жена: Элеанора Моубрей (ум. до 18 июня 1387), дочь Джона де Моубрей, 3-го барона Моубрей, и Джоан Плантагенет
      - Клиффорды из Чадли

    - Филиппа де Клиффорд (ум. после 4 июля 1405); муж: после 10 октября 1388 Уильям Феррерс (ум. 1445), 5-й барон Феррерс из Гроуби
    - Кэтрин де Клиффорд (ум. 23 апреля 1413); муж: Ральф де Грейсток (18 октября 1353 — 6 апреля 1418), 3-й барон Грейсток
    - Мод де Клиффорд; муж: ранее 13 апреля 1398 сэр Роберт Хилтон из Хилтона (ум. 11 августа 1448)
    - Маргарет де Клиффорд; муж: сэр Джон Мелтон из Эстона (1377—1455)

  - Томас де Клиффорд
    - Потомство

  - Джон де Клиффорд

### Ветвь Клиффордов из Чадли
сэр Льюис де Клиффорд (ум. 1404), посол во Франции в 1392; жена: Элеанора Моубрей (ум. до 18 июня 1387), дочь Джона де Моубрея, 3-го барона Моубрея, и Джоан Плантагенет